# Arkadiusz Kuzio-Podrucki
Arkadiusz Kuzio-Podrucki (ur. 29 października 1968 w Toruniu) – historyk, doktor nauk humanistycznych, publicysta, badacz dziejów rodów śląskiej arystokracji i szlachty. Deklaruje się jako osoba narodowości polskiej jak i śląskiej.

## Wykształcenie i praca
Ukończył w 1993 r. z wyróżnieniem studia historyczne na Wydziale Nauk Społecznych Uniwersytetu Śląskiego w Katowicach. Po ukończeniu studium doktoranckiego przy Wydziale Nauk Społecznych UŚ w 1999 r. uzyskał stopień doktora nauk humanistycznych. Podstawą przewodu doktorskiego była rozprawa Finanse Rady Miejskiej Tarnowskich Gór w ostatnim półwieczu panowania Habsburgów na Śląsku, napisana pod kierunkiem prof. dr. hab. Jana Kwaka.
Arkadiusz Kuzio-Podrucki jest zatrudniony w Instytucie Badań Regionalnych Biblioteki Śląskiej w Katowicach.
Do jego głównych zainteresowań badawczych należą dzieje śląskiej szlachty i arystokracji w czasach nowożytnych. Opublikował monografie rodów śląskiej szlachty i arystokracji: Henckel von Donnersmarcków, Tiele-Wincklerów, Schaffgotschów, Mieroszewskich, Hohenlohe, Wrochemów, Hochbergów. To pierwsze w języku polskim publikacje obejmujące całość dziejów tych rodów od prapoczątków do czasów współczesnych. Z tematem tym związana jest większość jego publikacji, jak również wykładów, prelekcji i wywiadów.
We współpracy z dr. Dariuszem Woźnickim jest współautorem lub konsultantem kilku samorządowych herbów i weksyliów: powiatu tarnogórskiego, Tarnowskich Gór (przywrócony historyczny herb i nowe weksylia), Piekar Śląskich, Wojkowic, Jedliny-Zdroju. Współpracuje z mediami – prasą, radiem i telewizją – jako autor lub konsultant materiałów poświęconych dziejom Śląska.

## Publikacje (wybór)

### Monografie rodów
- Henckel von Donnersmarcowie. Kariera i fortuna rodu, Bytom 2003, ISBN 83-86293-41-1.
- Tiele-Wincklerowie. Arystokracja węgla i stali, Bytom 2006, ISBN 83-923733-0-8 (przedmowa: prof. dr hab. Stanisław S. Nicieja),
- Die Tiele-Wincklers. Eine oberschlesische Kohl- und Stahlaristokratie, Tarnowskie Góry – Kiel 2007 (Vorwort: Prof. Stanisław S. Nicieja), ISBN 978-83-924291-5-9.
- Schaffgotschowie. Zmienne losy śląskiej szlachty, Bytom 2007, ISBN 978-83-923733-1-5.

(recenzja: R. Stelmach, Arkadiusz Kuzio-Podrucki, Schaffgotschowie. Zmienne losy śląskiej arystokracji. Bytom 2007, w: „Rocznik Jeleniogórski” nr XLI/ 2009)
- Das Haus Schaffgotsch. Das wechselvolle Schicksal einer schlesischen Adelsdynastie, Tarnowskie Góry 2009, ISBN 978-83-61458-32-6 (tłumaczenie: Wolfgang Jöhling)
- Tiele-Wincklerowie. Arystokracja węgla i stali, Tarnowskie Góry 2009 (II wydanie, poszerzone), ISBN 978-83-923733-2-2.
- Mieroszewscy. Między Śląskiem a Małopolską, Tarnowskie Góry 2010, ISBN 978-83-923733-3-9.
- Hohenlohe – w Europie, na Śląsku, w Katowicach, Tarnowskie Góry 2011, ISBN 978-83-923733-4-6.
- Schaffgotschowie. Panowie na Chojniku i Cieplicach, Jelenia Góra – Cieplice 2013, ISBN 978-83-62708-84-0.
- Tiele-Wincklerowie. Arystokracja węgla i stali, Tarnowskie Góry 2017 (III wydanie poszerzone), ISBN 978-83-923733-6-0.
- Wrochemowie. Z dziejów górnośląskiej szlachty, Nakło Śląskie 2017, ISBN 978-83-64685-09-5.
- Hoberg, Hohberg, Hochberg. Trzy nazwiska – jeden ród / Drei Nachname – eine Familie, Wałbrzych – Książ 2018, ISBN 978-83-941763-3-4.
- Tiele-Wincklerowie. Arystokracja węgla i stali, Tarnowskie Góry 2021 (IV wydanie zaktualizowane), ISBN 978-83-923733-7-7.
- Schaffgotschowie. Dzieje wielkiego rodu z Europy Środkowej, Katowice 2024, ISBN 978-8367152-61-7

### Heraldyka samorządowa
- Arkadiusz Kuzio-Podrucki, Dariusz Woźnicki, Herb i barwy Powiatu Tarnogórskiego, Tarnowskie Góry 2002, ISBN 83-917259-2-8.
- Arkadiusz Kuzio-Podrucki, Dariusz Woźnicki, Herb i barwy Tarnowskich Gór, Tarnowskie Góry 2002, ISBN 83-906988-5-4 (przedmowa: prof dr hab. Stefan K. Kuczyński)

### Artykuły naukowe
- Rodowód książąt Raciborza z rodów von Hessen i von Hohenlohe, w: Opactwo cysterskie w Rudach na Górnym Śląsku, pod red. L. Kajzera, Katowice 2001
- Wincklerowie. Ich dzieje i fortuna, w: Katowice w 136 rocznicę uzyskania praw miejskich, pod red. nauk. prof. A. Barciaka, Katowice 2002
- Rodzina von Tiele-Winckler – zarys dziejów, w: Ziemia Śląska, t. 6, pod red. Lecha Szarańca, Katowice 2005
- Mieroszewscy. Między Śląskiem i Małopolską, w: Rody na Śląsku, Rusi Czerwonej i w Małopolsce: średniowiecze i czasy nowożytne. Stan badań, metodologia, nowe ustalenia, pod red. W. Zawitkowskiej, A. Pobóg-Lenartowicz, Rzeszów 2010 (recenzja: prof. A. Szymczak),
- Rodowód von Groelingów. Zarys dziejów, w: „Rocznik Muzeum w Gliwicach” T. XXII, Gliwice 2010
- Jerzy von Ansbach Hohenzollern (1484–1543) i jego droga do przejęcia księstwa opolskiego (współautor: Antoni Maziarz), w: Opolanie znani i nieznani. Czasy nowożytne, pod red. A. Maziarza, Opole 2010 (recenzja: prof. dr hab. Tomasz Ciesielski)
- Sapieha – kuzyn Donnersmarcka. Z dziejów związków szlachty śląskiej i polskiej, w: Rodzina na Śląsku w XIX i na początku XX wieku, pod red. A. Dawid i A. Maziarza, Opole 2011 (recenzja: prof. dr hab. Marek Masnyk)
- Das Haus Schaffgotsch. Geschichte eines schlesischen Adelsgeschlechts vom Mittelalter bis in die Neuzeit, w: „Zeitschrift für Ostdeutsche Familiengeschichte”, Jg. 59 (2011), Heft 1
- Rodowód Wrochemów, w: „Rocznik Muzeum w Gliwicach” T. XXIII, Gliwice 2011
- Książęta (współautor prof. Jerzy Sperka), Starostowie, w: Historia Górnego Śląska, redakcja: J. Bahlcke, D. Gawrecki, R. Kaczmarek, Gliwice 2011 (recenzja: prof. Marek Czapliński, prof. Jan Harasimowicz, prof. Idzi Panic)
- Herb Schomberg-Godulla – heraldyczny spadek po Karolu Goduli, w: Karol Godula. w 160. rocznicę śmierci, red. merytoryczna M. Lubina, Ruda Śląska 2011 (recenzja: prof. dr hab. Dariusz Nawrot)
- Śląski koniec arystokracji, w: Rodzina na Śląsku 1939–1945. Dezintegracja, migracje, codzienność, pod red. A. Dawid i A. Maziarza, Opole Warszawa 2012 (recenzja: prof. dr hab. M. Masnyk)
- Właściciele terenów współczesnych Katowic od XIX wieku do 1939 roku, w: Katowice. Środowisko, dzieje, kultura i społeczeństwo Muzeum Historii Katowic, pod red. A. Barciaka, E. Chojeckiej, S. Fertacza, Katowice 2012
- Rodowód śląskich Ballestremów, w: „Rudzki Rocznik Muzealny” T. XII, Ruda Śląska 2013 (recenzja: dr Maria Kopsztejn)
- Herzöge (zusammen mit J. Sperka), Landeshauptleute, w: Geschichte Oberschlesiens. Politik, Wirtschaft und Kultur einer europäischen Region, red: J. Bahlcke, D. Gawrecki, R. Kaczmarek, Oldenburg 2015,
- Rodzina von Welczeck (Welczek), w: „Łabędy. Dzieje miejscowości i parafii”, pod red. ks. prof. Andrzej Hanich, Gliwice-Łabędy 2017 (recenzja: ks dr hab. Michał Piela SDS)
- Rodowód Hrabiów ze Strachowic, Wielkiej Suchej i Kamieńca, w: „Rocznik Muzeum w Gliwicach” T. XXVII, Gliwice 2017
- Tarnogórskie przywileje Henckel von Donnersmarcków, w: „Rocznik Muzeum w Tarnowskich Górach” T. V, Tarnowskie Góry 2017 (recenzja:prof. Jan Drabina)
- Rola Henckel von Donnersmarcków w modernizacji Śląska, w: „Rola arystokracji w Europie Środkowej ze szczególnym uwzględnieniem Śląska”. pod red. prof. A. Barciaka, Katowice-Zabrze 2017 (seria naukowa: „Kultura Europy Środkowej” T. XX, recenzja: prof. dr hab. Jacek Chrobaczyński, prof. dr hab. Tomasz Pawelec)
- Ostatnia pani cieplickiego pałacu. Zofia hrabina Schaffgotsch, hrabianka von Oppersdorff (1887–1973), w: „Rocznik Jeleniogórski” T. L, Jelenia Góra 2018
- Waleska von Winckler i jej „Tradycje Rodzinne” (wstęp), w: Waleska von Tiele-Winckler. Tradycje Rodzinne Katowice 2019
- Wybrane rody szlacheckie na ziemi pszczyńskiej, w: Szkice z ziemi pszczyńskiej, t. 1 Katowice Tychy 2020 (recenzenci: dr hab. Sylwester Fertacz, dr Jerzy Gorzelik, Barbara Klajmon, ks. prof. dr hab. Jerzy Myszor)
- Książęce mariaże i aspiracje Schaffgotschów, w: Między Legnicą a Jelenią Górą. Prace dedykowane Stanisławowi Firsztowi w 40-lecie pracy w muzealnictwie i 65. urodziny, pod redakcją naukową Ivona Łaborewicza i Marka Szajdy, Jelenia Góra 2020 (recenzja: prof. Grzegorz Strauchold)
- Reden czy Clary? Tajemnice portretu ze zbiorów Muzeum w Gliwicach, w: Szlachta - przemysł - inwestycje. Materiały pokonferencyjne, pod redakcją naukową Jana Sasora i A. Kuzio-Podruckiego, Katowice 2022 (recenzja: dr hab. Wacław Gojniczek)
- De La Valette d’Uclaux, w: Encyklopedia Województwa Śląskiego, pod redakcją naukową prof. Ryszarda Kaczmarka, tom 9, Katowice 2022 * wersja on-line
- Górnośląscy Garnierowie. Zarys dziejów i rodowód, w: Zaranie. Seria Druga, pod redakcją naukową prof. Ryszarda Kaczmarka, nr 9, Katowice 2023 ISSN 0044-183X * wersja on-line

### Publikacje popularne
- A. Kuzio-Podrucki, D. Woźnicki, Sławni na Tarnogórskiej Ziemi, Tarnowskie Góry 2003 (I wyd.), wstęp: prof. Stanisław Sławomir Nicieja, (ISBN 978-83-919572-0-9) II wyd. poszerzone, Tarnowskie Góry 2017 (ISBN 978-83-942306-4-7)
- A. Kuzio-Podrucki, Lekcje z Historii. 1179-1740, Tarnowskie Góry 2009, Słowo wstępne: prof. Jan Miodek
- J. A. Krawczyk, A. Kuzio-Podrucki, Śląskie zamki i pałace Donnersmarcków. Schlesische Schlösser der Donnersmarcks, Radzionków 2011. ISBN 978-83-86293-67-4.
- A. Kuzio-Podrucki, Katowicka szlachta i arystokracja, w: Katowickie dziedzictwo cz. I, Katowice 2014 ISBN 978-83-923733-5-3

## Nagrody i wyróżnienia
- Nagroda Burmistrza miasta Tarnowskie Góry w dziedzinie kultury, 2006
- Złota Odznaka Honorowa za Zasługi dla Województwa Śląskiego, 2015
- „Srebrne Skrzydło”. Nagroda Burmistrza Tarnowskich Gór za zasługi dla miasta, 2017